# Air Serbia
Air Serbia je srbská národní letecká společnost. Sídlí na mezinárodním letišti Nikoly Tesly v Bělehradě. Vznikla transformací původního národního dopravce Jugoslávie Jat Airways (cyrilicí Јат Ервејз), 1. srpna 2013 se přejmenovala na Air Serbia a stala se členem společnosti Etihad. Společnost provozuje pravidelné vnitrostátní i mezinárodní lety do 63 destinací v Evropě, severní Africe, Americe nebo na Středním Východě.
Společnost má svojí pobočku Aviolet pro charterové lety která provozuje Boeingy 737.

## Historie

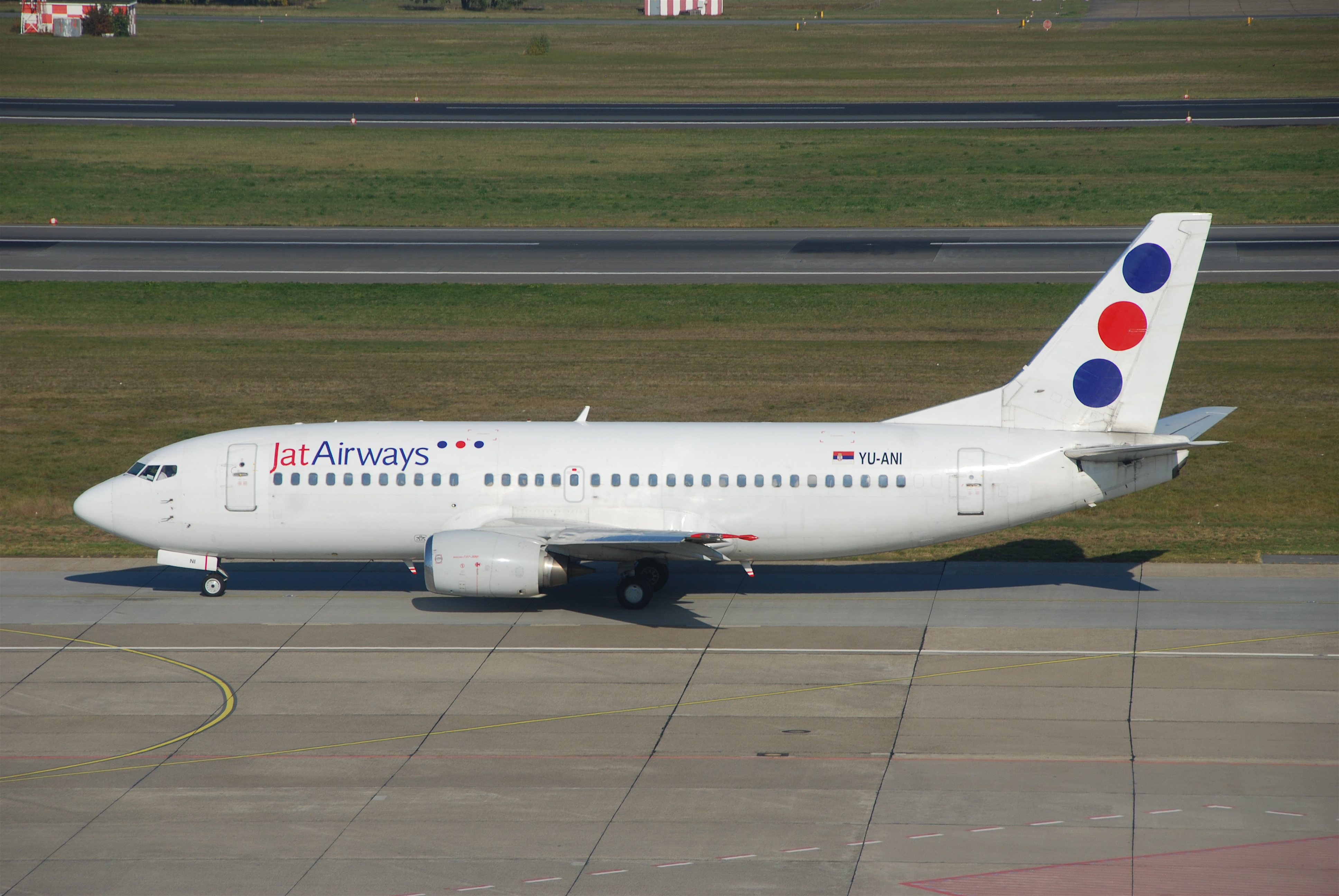
Společnost se do roku 2013 jmenovala Jat Airways (Boeing 737-300)

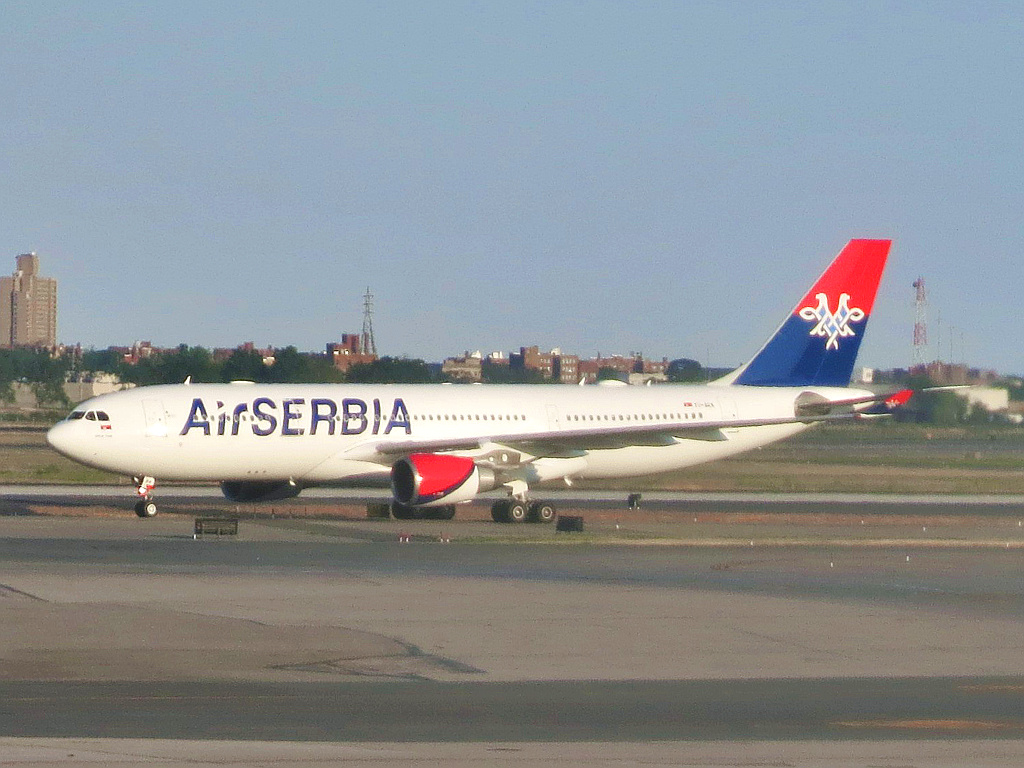
Airbus A330-200 společnosti Air Serbia na letišti JFK v New Yorku

### Aeroput a Jat Airways
Aerolinie byly založeny 17. června 1927 jako národní letecká společnost Jugoslávského království, tehdy pod názvem Aeroput. V roce 1937 společnost zvýšila svou mezinárodní aktivitu a zůstala aktivní i během druhé světové války. Dne 1. dubna 1947 byl název změněn na JAT Jugoslovenski aerotransport, poté na JAT Jugoslávské aerolinie a v roce 2003 na název Jat Airways. První zahraniční linka, kterou společnost zřídila, vedla v roce 1947 do Prahy.
V roce 1963 společnost koupila své první proudové letadlo. V roce 1969 přibyl do letové flotily JATu model DC-9, dále pak v roce 1974 dva Boeingy 727.
Dne 26. ledna 1972 došlo k závažné havárii letu 367 společnosti JAT. Letoun na pravidelné lince Stockholm – Kodaň – Záhřeb – Bělehrad se zřítil poblíž tehdejší československé vesnice Srbská Kamenice. Jedinou přeživší osobou se stala letuška Vesna Vulović.
V roce 1985 byla JAT první leteckou společností v Evropě, která koupila letouny Boeing 737. Během tohoto roku společnost převezla přes 5 milionů cestujících a má své destinace v 80 světových městech na 5 kontinentech.
Po rozpadu Jugoslávské socialistické svazové republiky a vypuknutí války v Jugoslávii roku 1992 byl JAT donucen zastavit všechny domácí lety. Dne 20. května byla také násilně ukončena mezinárodní doprava. Poslední dva mezinárodní lety JATu se uskutečnily do amerických měst Chicaga a New Yorku.
Během této doby JAT provozoval vnitrostátní spojení mezi Bělehradem, Podgoricou, Tivatem, Niší a Prištinou. V roce 1994 obnovila společnost opět mezinárodní spoje. V roce 1998 plánovala společnost neúspěšně koupit osm modelů Airbusu A319. Krátce nato byly v Evropě zrušeny všechny veřejné lety a na 78 dní začalo bombardování Svazové republiky Jugoslávie.
V dubnu 2000 byl zastřelen Žika Petrović, generální ředitel společnosti.
Po svržení režimu dne 5. října 2000 byl stát opět přijat do mezinárodních organizací, JAT dostal povolení k mezikontinentálním letům. 8. srpna 2003 byly aerolinie přejmenovány na Jat Airways a letouny dostaly nové barevné variace. Od léta 2006 dostala společnost povolení letů do Kanady.
V září 2006 zavedla Jat Airways on-line rezervační systém a prodej elektronických letenek na jaře 2007.

### Air Serbia
Dne 1. srpna 2013 podepsali zástupci aerolinek Etihad Airways a srbský vicepremiér Aleksandar Vučić dohodu o strategickém partnerství mezi dosavadní společností Jat Airways (Air Serbia) a Etihadem. Zároveň byl národní dopravce přejmenován na Air Serbia. Podle dohody vlastní 49 % akcií společnost Etihad a zbylých 51 % srbský stát. Nová grafika dopravce vychází ze srbských národních symbolů; jejím autorem je studentka designu Tamara Maksimović z Nového Sadu.

## Flotila

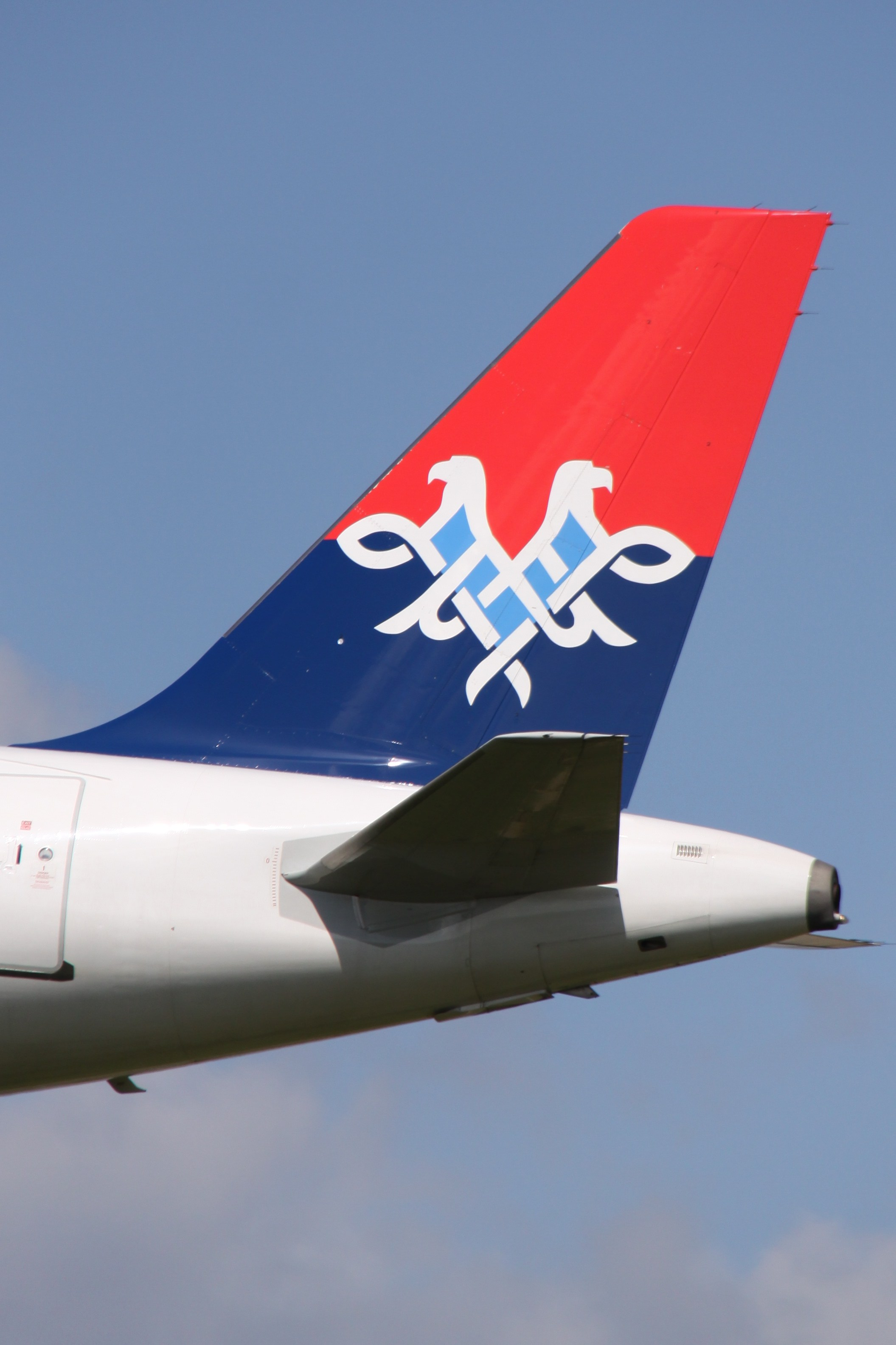
Detail ocasní plochy letounu Airbus A319-100 Air Serbia

### Současná
V červnu 2016 společnost provozovala 21 letounů, přičemž dalších 10 bylo objednáno. Flotila se od roku 2009 rozšířila o 6 letounů. Průměrné stáří letky bylo 17 let:
| Typ             | Počet | Objednávky | Cestující | Cestující | Cestující | Poznámky                                                         |
| Typ             | Počet | Objednávky | B         | E         | Celkem    | Poznámky                                                         |
| --------------- | ----- | ---------- | --------- | --------- | --------- | ---------------------------------------------------------------- |
| Airbus A319-100 | 10    | —          | 8         | 120       | 128       |                                                                  |
| Airbus A320-200 | 2     | —          | 8         | 147       | 155       |                                                                  |
| Airbus A320neo  | —     | 10         | ?         | ?         | ?         |                                                                  |
| Airbus A330-200 | 2     | —          | 18        | 236       | 254       | S těmito letouny létá do New Yorku, Chicaga a čínského Tianjinu. |
| ATR 72-200      | 3     | —          | —         | 46        | 66        |                                                                  |
| ATR 72-500      | 3     | —          | —         | 66        | 70        |                                                                  |
| Boeing 737-300  | 4     | —          | —         | 144       | 144       | Provozovány pod značkou Aviolet                                  |
| Celkem          | 21    | 10         |           |           |           |                                                                  |

## Fotogalerie

### Air Serbia – současná flotila
Pro zobrazení typu letounu přejeďte myší po obrázku

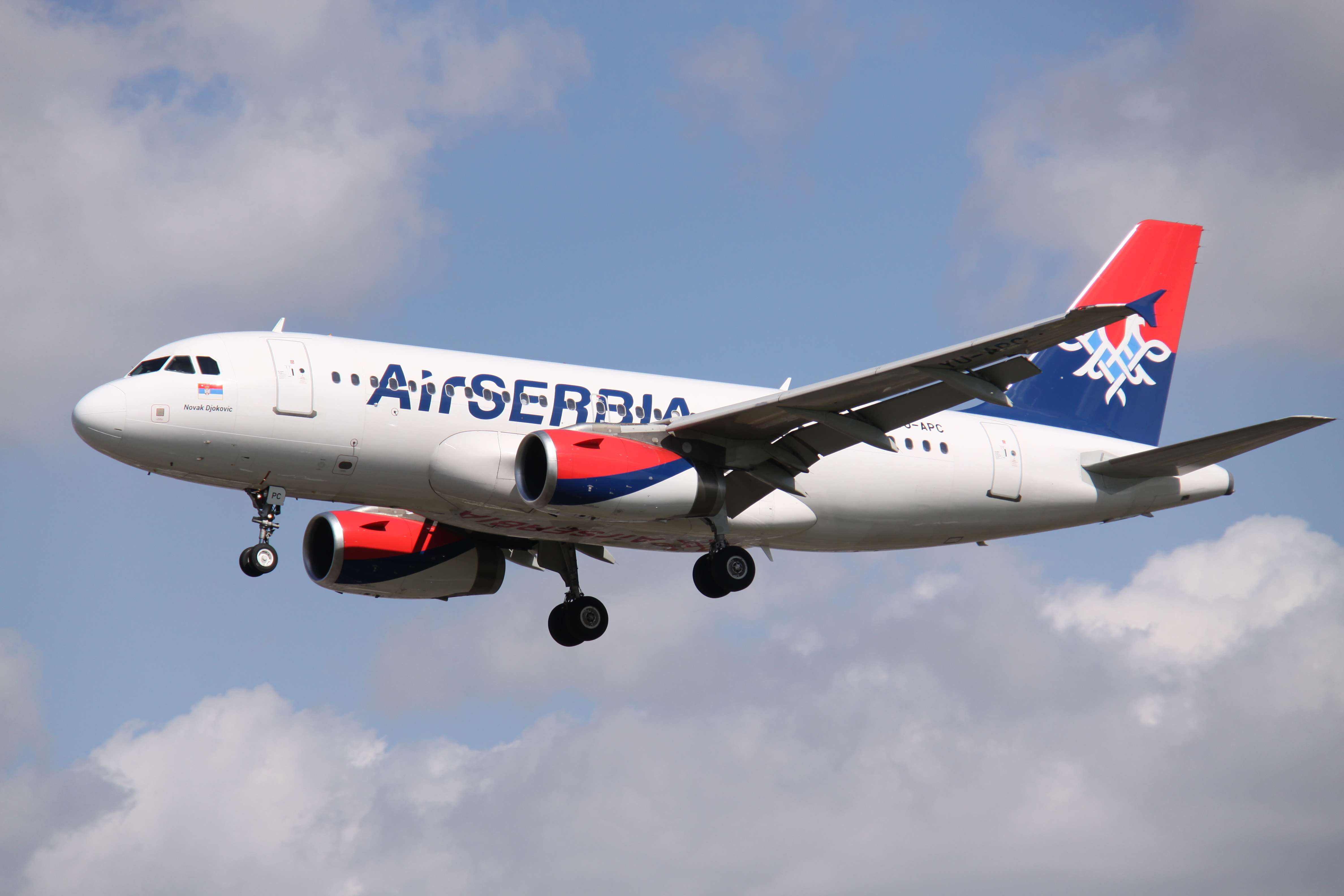
Airbus A319-100
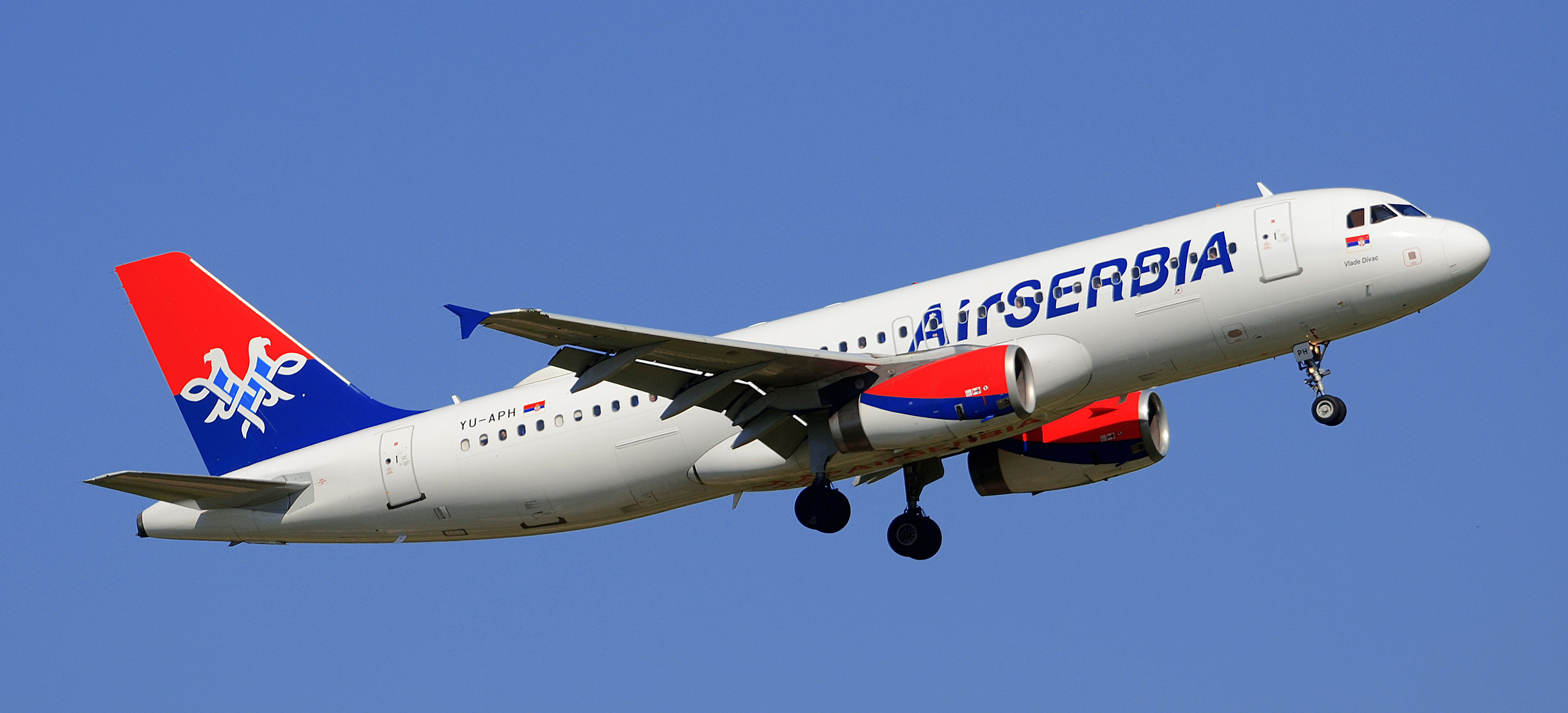
Airbus A320-200
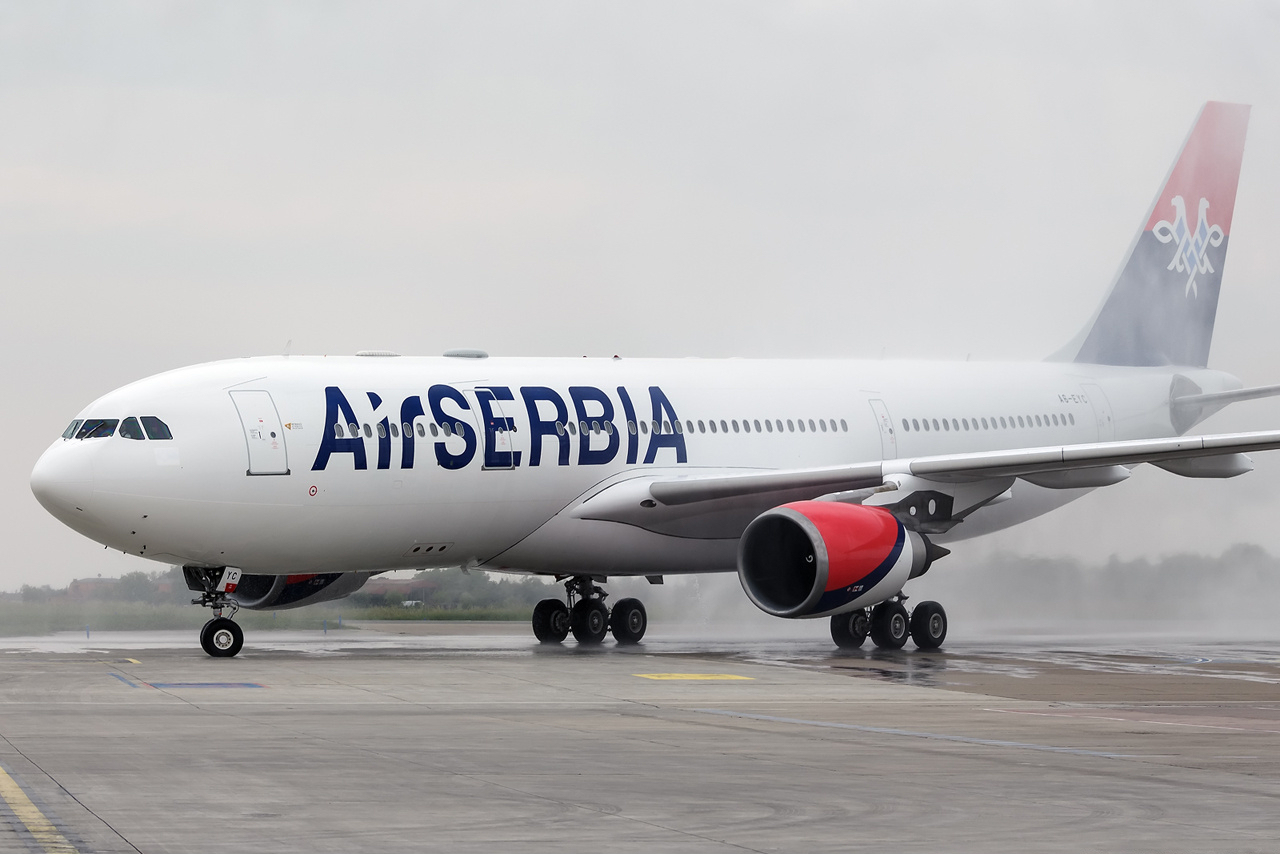
Airbus A330-200
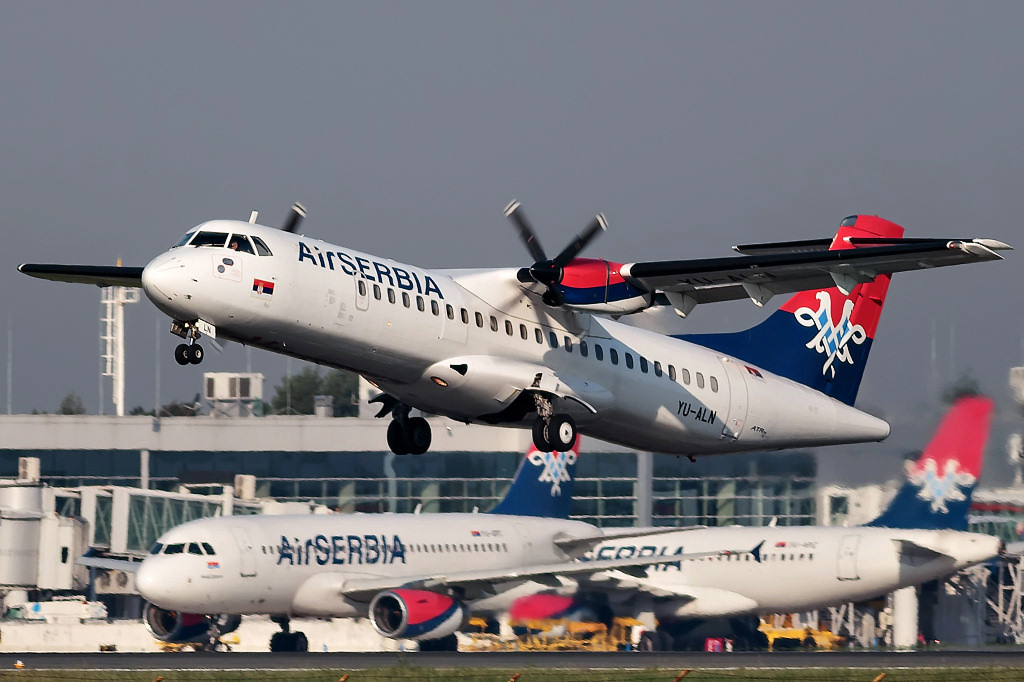
ATR 72-200
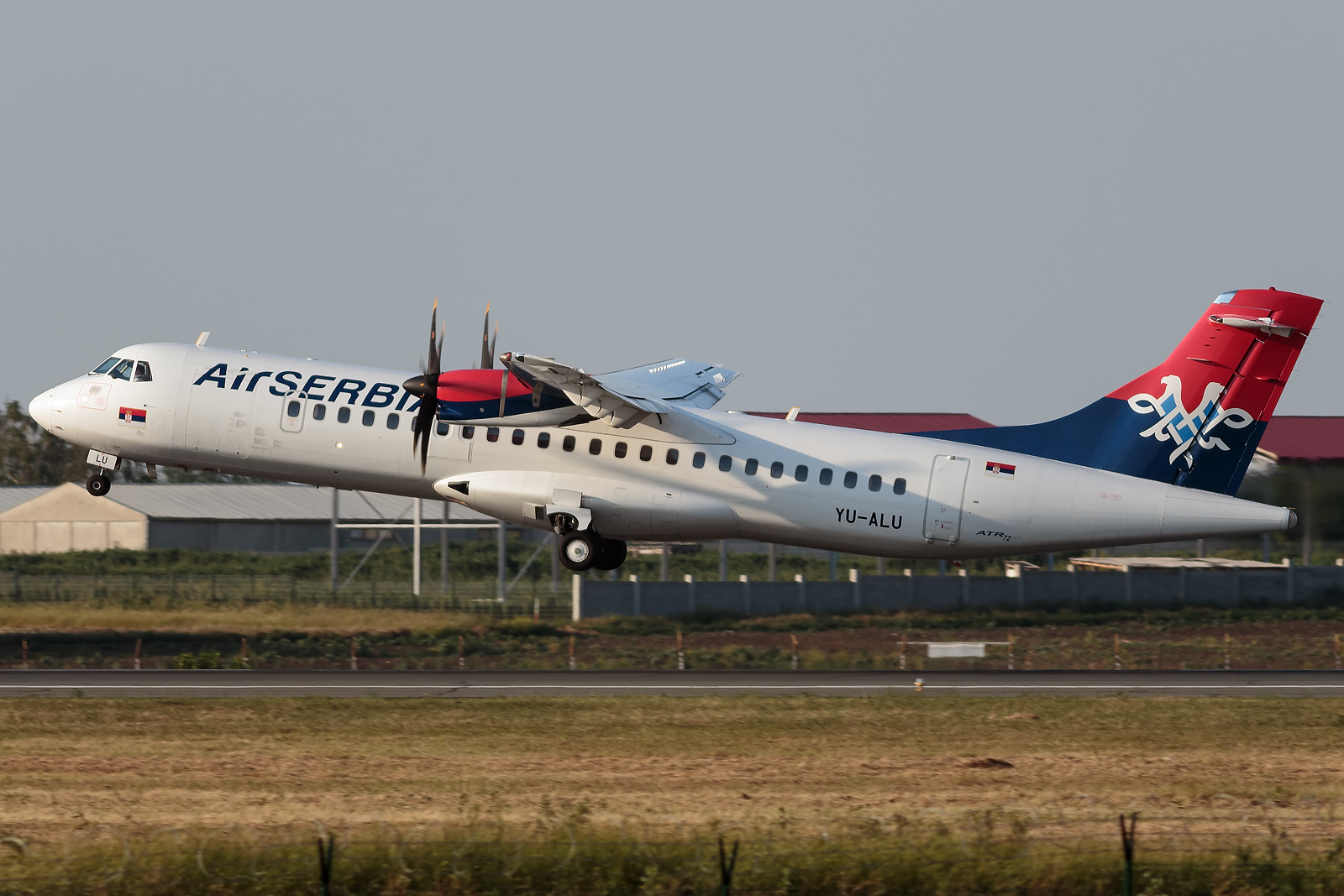
ATR 72-500
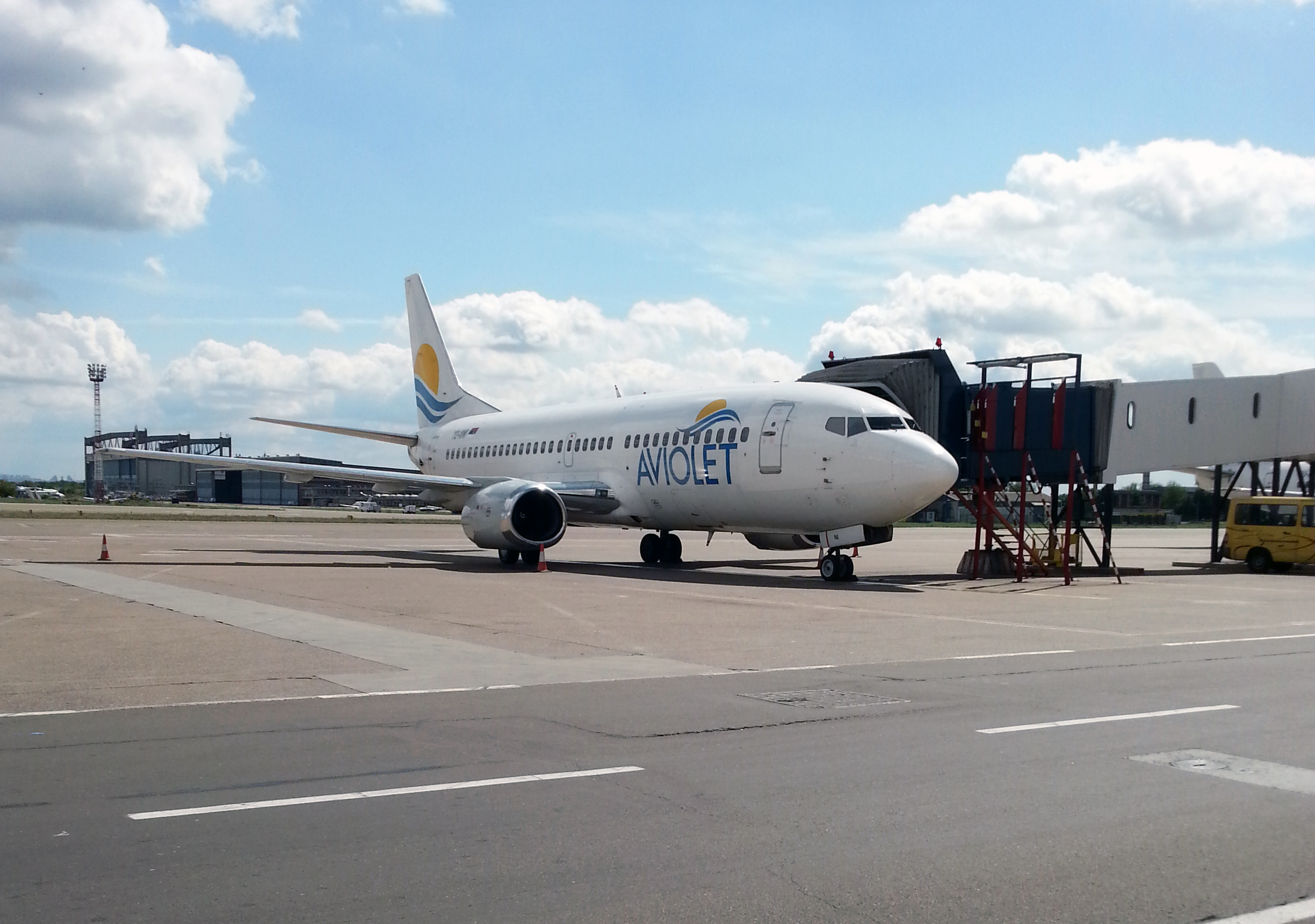
Boeing 737-300 Aviojet

### Jat Airways

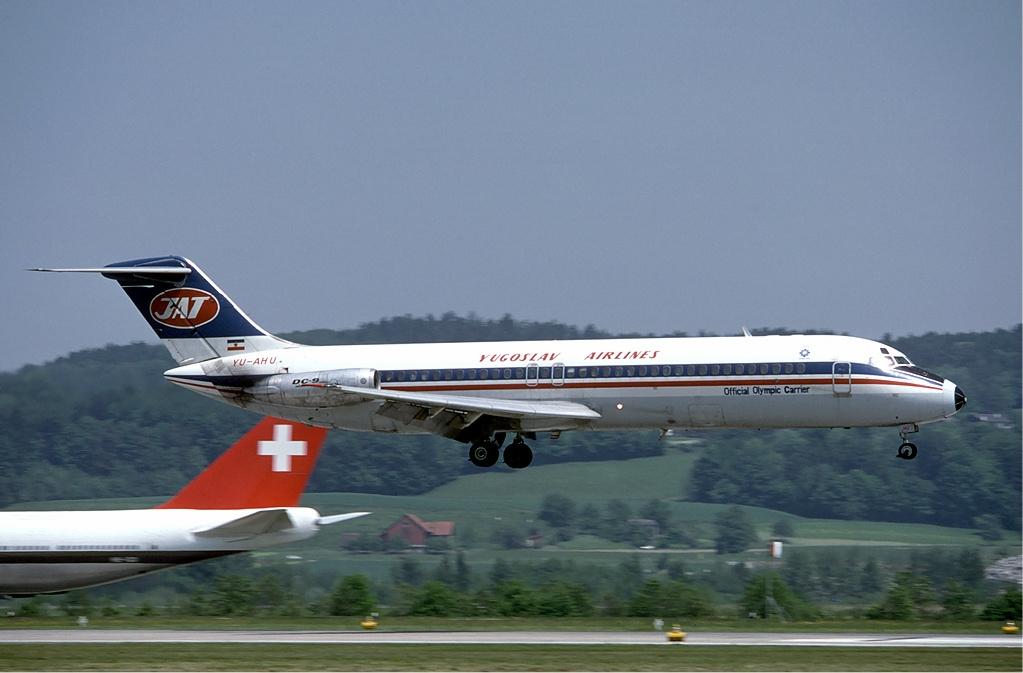
JAT v letech 1986–1994
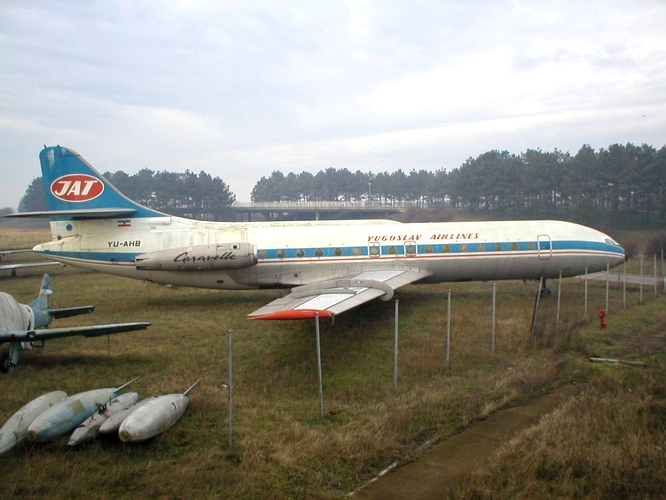
Model letounu JAT v leteckém muzeu v Bělehradě
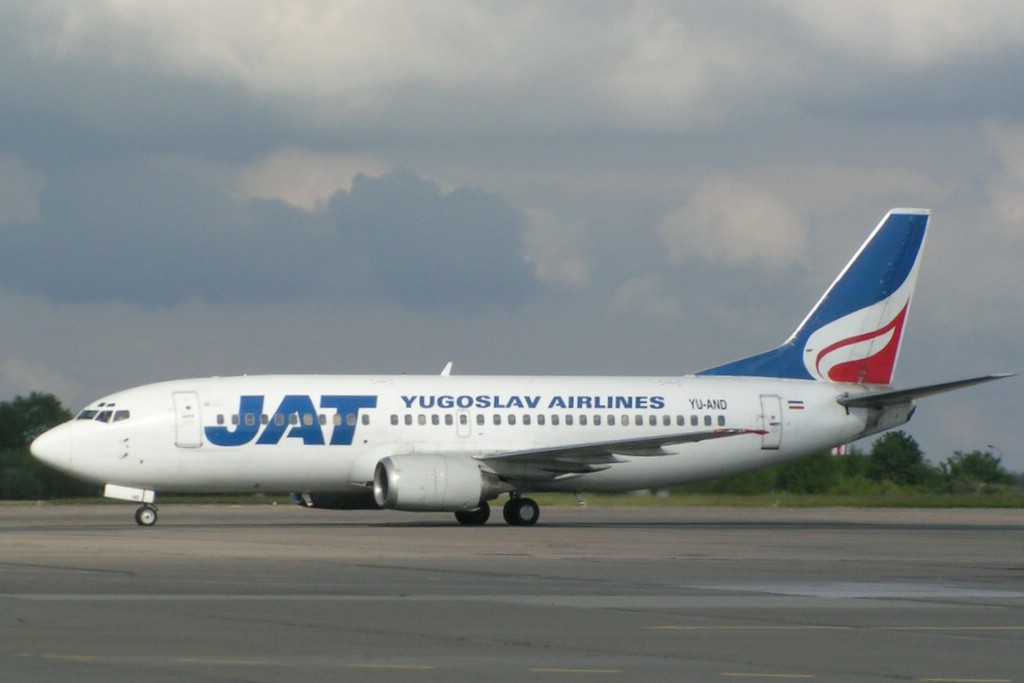
JAT Jugoslávské aerolinie
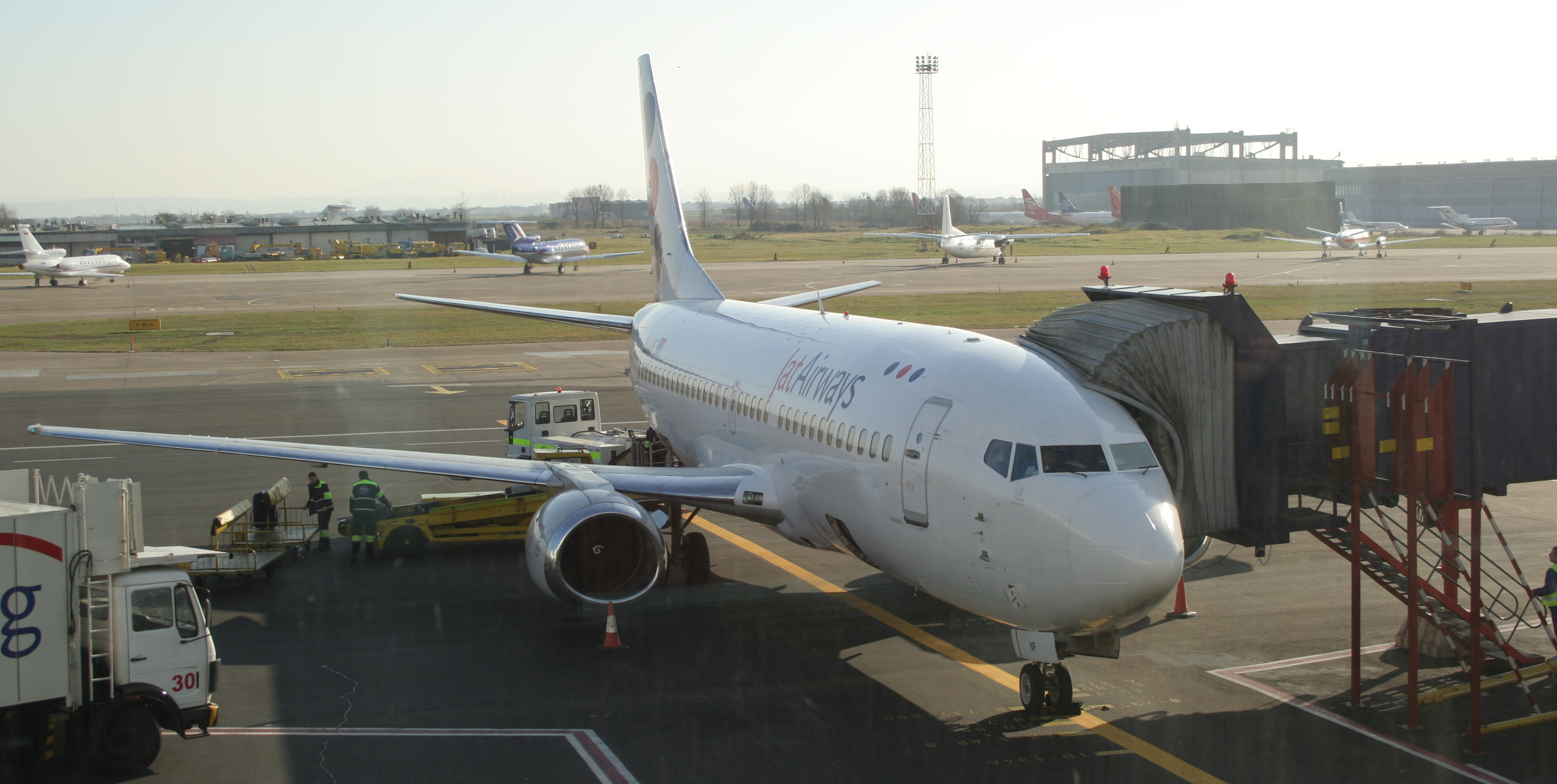
Jat Airways na letišti N. Tesly
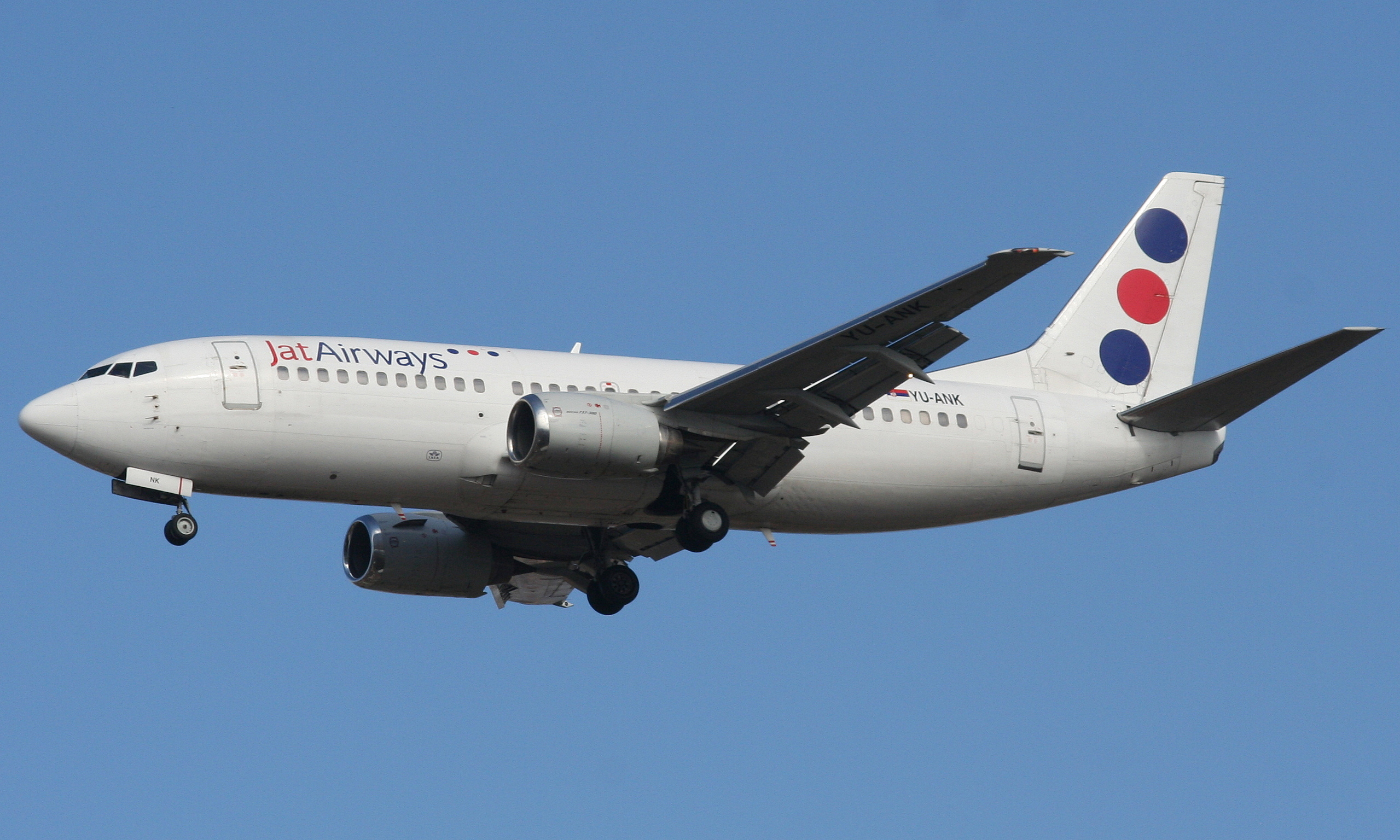
Boeing 737-300 Jat Airways